# Simon Hoogewerf
Simon Hoogewerf, né le 11 mai 1963 à Beaverlodge, est un athlète canadien, spécialiste du 800 mètres.

## Biographie
Il remporte la médaille de bronze du 800 m lors des Championnats du monde en salle 1991, à Séville, s'inclinant devant le Kényan Paul Ereng et l'Espagnol Tomás de Teresa. 

### Palmarès
| Date | Compétition                    | Lieu    | Résultat | Épreuve |
| ---- | ------------------------------ | ------- | -------- | ------- |
| 1991 | Championnats du monde en salle | Séville | 3e       | 800 m   |

### Records
| Épreuve | Épreuve   | Performance   | Lieu     | Date         |
| ------- | --------- | ------------- | -------- | ------------ |
| 800 m   | Plein air | 1 min 49 s 92 | Helsinki | 7 août 1993  |
| 800 m   | Salle     | 1 min 47 s 88 | Séville  | 10 mars 1991 |